# 대전유천초등학교
대전유천초등학교는 대한민국 대전광역시 서구 도마동에 있는 공립 초등학교이다.

## 학교 연혁
- 1934년 9월 5일 유천공립보통학교 개교(유천면 과례리)
- 1938년 4월 1일 유천공립심상소학교로 개칭[1]
- 1941년 4월 1일 유천공립국민학교로 개칭[2]
- 1950년 6월 1일 유천국민학교로 개칭[3]
- 1963년 3월 10일 대전시 편입(현 대전광역시서부교육지원청 위치)
- 1972년 12월 30일 현 위치(도마동)로 학교 이전
- 1969년 9월 15일 태평국민학교 분리
- 1981년 5월 7일 변동국민학교 분리
- 1985년 3월 5일 도마국민학교 분리
- 1985년 6월 1일 복수국민학교 분리
- 1993년 5월 15일 정림국민학교 분리
- 1996년 3월 1일 대전유천초등학교로 개칭[4]
- 1996년 5월 22일 병설유치원(1학급) 개원
- 2009년 10월 16일 Green School 준공식[5], Yucheon English Zone[6][7] 개관
- 2014년 9월 1일 제비네도서관 개관
- 2018년 9월 4일 제비네 체육관 리모델링
- 2020년 2월 14일 제82회 졸업식(83명, 총 23,031명)
- 2020년 3월 1일 22학급 편성(특수학급 1 포함/병설유치원 4학급)

## 학교 상징
- 교화 - 장미
  - 꽃말 : 아름다움, 사랑, 기쁨, 미덕
  - 관목성의 화목이다. 야생종이 북반구의 한대·아한대·온대·아열대에 분포하여 약 100종 이상이 알려져 있다. 오늘날 장미라고 하는 것은 이들 야생종의 자연잡종과 개량종을 말한다.
- 교목 - 소나무 : 4계절 언제나 변함없는 상록수이며, 소나무는 솔·참솔·송목·솔나무 등으로 부르기도 하지만 보통 일반사람들은 소나무라고 알고 있다. 꽃은 5월에 피고 잎은 각기·소화불량에 쓰이고, 꽃은 이질에, 송진은 고약의 원료 등에 약용된다.

## 참고 자료
- 대전유천초등학교 - 한국교육학술정보원 학교알리미